# TrustRank
Der TrustRank-Algorithmus ist ein Verfahren zur Bewertung der Qualität von Webseiten. Es wurde von Zoltán Gyöngyi, Héctor García-Molina und Jan Pedersen entwickelt und von Yahoo zum Patent angemeldet. Er dient zur halbautomatischen Klassifizierung der Qualität einer Seite bzw. zum Auffinden von Spam-Seiten und soll Suchmaschinen bei der Bewertung von Webseiten helfen.

## Der Algorithmus
Der Ansatz des Trustrank-Verfahrens ist, dass Webseiten, die von vertrauenswürdigen Seiten (trust für engl. Vertrauen) verlinkt werden, selbst vertrauenswürdig sind, während Spam-Seiten selten oder nie von vertrauenswürdigen Seiten verlinkt werden.
Beim TrustRank-Algorithmus wird eine kleine Anzahl von vertrauenswürdigen Seiten manuell ausgewählt. Diese können dann, ähnlich wie beim PageRank-Verfahren, Vertrauen auf verlinkte Webseiten weitervererben. Die Vertrauenswürdigkeit einer Seite nimmt ab, je weiter sie von den Quellen entfernt liegt. Die Berechnung des TrustRank erfolgt, nach manueller Festlegung der Quellen, automatisch anhand der Linkstruktur, d. h. den Links auf den Webseiten.

## Andere Verwendungen des Begriffs
Der Begriff TrustRank wird nicht nur für den Algorithmus von Gyöngyi, García-Molina und Pedersen verwandt, sondern auch für eine Reihe anderer Verfahren. So trägt auch ein Antiphishing-Filter von Google diesen Namen.